# David Brooks
David Robert Brooks (ur. 8 lipca 1997 w Warrington) – walijski piłkarz występujący na pozycji pomocnika w Bournemouth oraz reprezentacji Walii.

## Klubowa kariera
David Brooks zaczął karierę piłkarską w wieku siedmiu lat w szkółce Manchesteru City. W 2014 roku, dołączył do akademii piłkarskiej Sheffield United. W marcu 2015 roku podpisał pierwszy profesjonalny kontrakt z Sheffield United. 29 sierpnia 2015 roku, został wypożyczony do Halifax Town na jeden miesiąc. Rozegrał pięć meczów i strzelił jedną bramkę w meczu z Aldershot Town. W drużynie Sheffield United zadebiutował 30 sierpnia 2016 roku w meczu z zespołem do lat 23 Leicester City zremisowanym 0-0 w Football League Trophy. W październiku 2017 roku przedłużył kontrakt do 2021 roku. 1 lipca 2018 roku, Brooks przeniósł się do Bournemouth, związał się 4-letnim kontraktem z klubem z Dean Court.